# Hugues Thomas
Pour les articles homonymes, voir Thomas.
Hugues Thomas, né le 17 mai 1803 à Cressier et décédé le 28 février 1855 à La Chaux-de-Fonds, est un homme politique suisse. De 1851 à 1854, il est membre du Conseil national.

## Biographie
Hugues Thomas étudie probablement chez les Jésuites, après quoi il travaille comme professeur de mathématiques au pensionnat jésuite de Fribourg jusqu'en 1847. Bien qu'il soit issu d'un milieu catholique conservateur, il est en 1848 l'un des premiers à rejoindre l'Association patriotique de La Chaux-de-Fonds, l'ancêtre du Parti radical-démocratique. Dans la révolution qui a conduit à la déposition du gouvernement du gouverneur prussien Ernst von Pfuel la même année, il est membre du comité administratif provisoire pour la justice et la police. En 1850, Thomas est élu au Grand Conseil du canton de Neuchâtel. Un an plus tard, il se présente avec succès aux élections du Conseil national en 1851, mais il n'est pas réélu trois ans plus tard. En 1854/55, il est professeur au collège de La Chaux-de-Fonds.